# مل پترسون
مل پترسون (انگلیسی: Mel Peterson؛ زاده ۲۳ مارس ۱۹۳۸) یک بازیکن بسکتبال اهل ایالات متحده آمریکا است.